# Richard Ziegler
Richard Ziegler (Pseudonyme Jean Georg Vincent, Robert Ziller; * 3. Mai 1891 in Pforzheim; † 23. Februar 1992 ebenda) war ein deutscher Maler, Zeichner und Grafiker.

## Leben
Richard Ziegler, Sohn eines Volksschullehrers, Abiturient am Reuchlin-Gymnasium, besuchte im Anschluss in den Jahren 1910 und 1911 die Shakespeare-Grammar-School in Stratford-upon-Avon in Großbritannien. In der Folge wandte er sich dem Studium der Germanistik an der Universität Genf, der Ruprecht-Karls-Universität Heidelberg sowie der Ernst-Moritz-Arndt-Universität Greifswald zu, welches er, unterbrochen durch seine Teilnahme am Ersten Weltkrieg, 1919 in Heidelberg mit der Promotion zum Dr. phil. abschloss.
Der Autodidakt schlug in der Folge eine künstlerische Laufbahn ein. 1925 übersiedelte er nach Berlin, dort beteiligte er sich ab dem Folgejahr an den Ausstellungen der Novembergruppe. Er heiratete 1925 Mathilde Rosenthal, eine Verwandte Max Liebermanns, von der er sich 1928 scheiden ließ. Ende 1932 emigrierte Richard Ziegler mit seiner jüdischen Verlobten und späteren zweiten Ehefrau Edith Lendt nach Jugoslawien, dort lebte er bis 1937 hauptsächlich auf der süddalmatinischen Insel Korčula. Von 1933 bis 1935 schuf Ziegler, erklärter Gegner der Nationalsozialisten, mit dem Titel Führer sehen Dich an 29 Monotypien mit karikaturesken Darstellungen von Nazi-Führern.

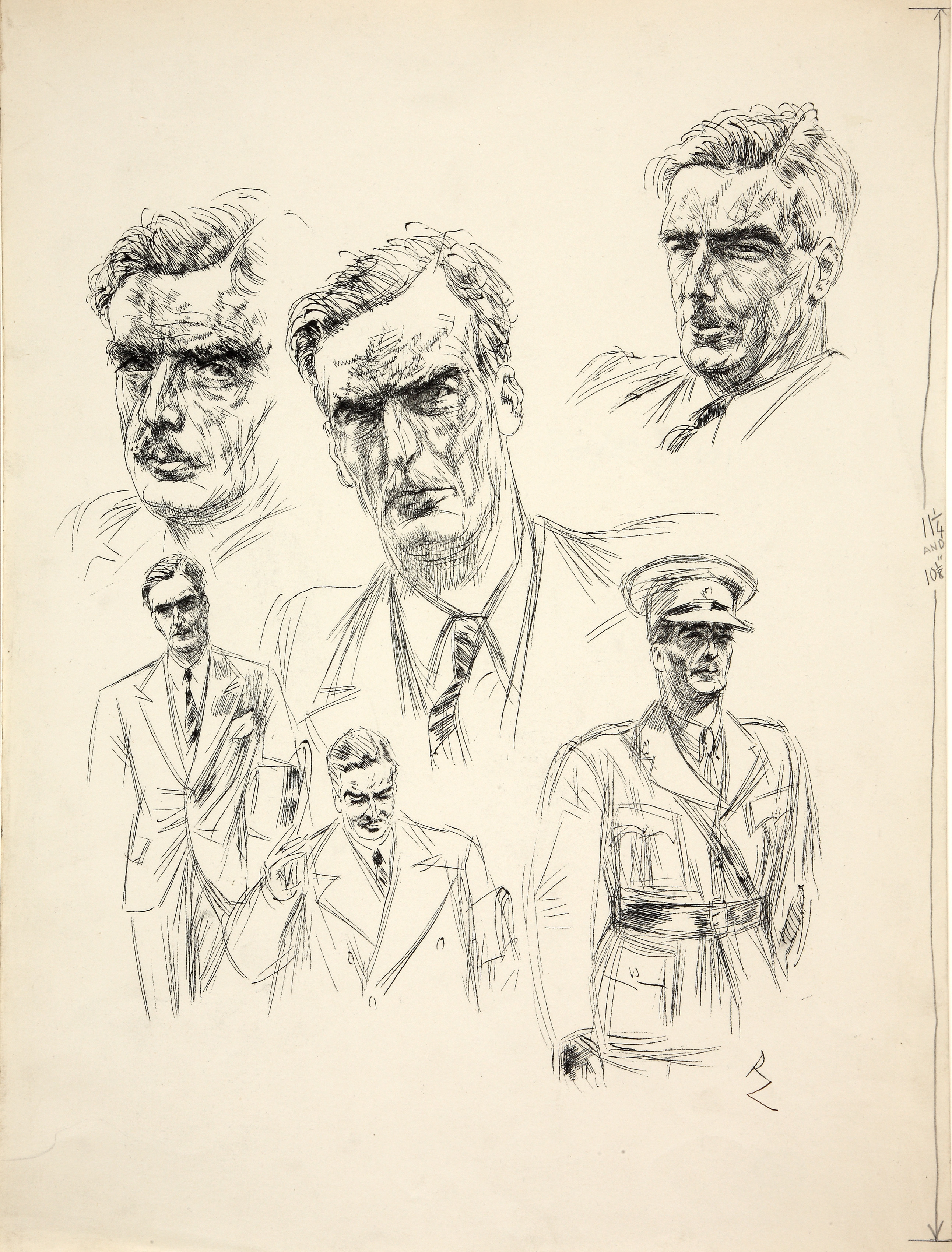
Richard Ziegler: Skizzen von Anthony Eden

1937 ging Richard Ziegler nach England, 1938 ehelichte er Edith Lendt. Der von Juli bis September 1940 als „feindlicher Ausländer“ in Huyton bei Liverpool Internierte war im Anschluss während des Krieges für das Britisch Ministry of Information sowie das United States Office of War Information eingesetzt. Zusätzlich wirkte er unter dem Pseudonym Robert Ziller als Pressezeichner und Buchillustrator unter anderem für Die Zeitung, Die Auslese, Lilliput und Picture Post in London. Ziegler, der seit 1944 mit der Engländerin Susan Snow zusammenlebte, erhielt 1948 die britische Staatsbürgerschaft.
Richard Ziegler verbrachte seinen Lebensabend in seiner Heimatstadt Pforzheim. 1982 gründete er in Calw die Richard-Ziegler-Stiftung, der er eine große Anzahl seiner Bilder und Grafiken vermachte. 1991 erhielt Richard Ziegler anlässlich seines 100. Geburtstages die Ehrenbürgerwürde der Stadt Pforzheim verliehen. Er verstarb im Februar 1992 kurz vor Vollendung seines 101. Lebensjahres.

## Werke (Auswahl)
- Die Polizei (1929, Öl, 80,5 × 100 cm)[2]

## Publikationen (Auswahl)
- We make history, Allen & Unwin, London, 1940.[3]
- Faces behind the news : drawings D. Dobson Limited, London, 1946.
- Judith the widow of Bethulia : the drawings and script, D. Dobson Limited, London, 1946.
- Analysen der Meister, London, 1949.
- Ein Kapitel aus „Salz der Erde“, Grosse Kreisstadt Calw, Calw, 1986.
- Verlorene Bilder : 1923 - 1937, Grosse Kreisstadt Calw, Calw, 1986.
- Und das Herz schwer wie Stein deutscher Herbst 1948 – Tagebuch einer Wiederbegegnung, Kreissparkasse, Calw, 1995.